# No Rest for the Wicked (canção de Lykke Li)
"No Rest For the Wicked" é uma canção da cantora sueca Lykke Li para seu terceiro álbum de estúdio, I Never Learn (2014). A canção foi lançada no dia 20 de março de 2014 pela Atlantic Records.

## Antecedentes
"No Rest for the Wicked" foi escrita e produzida por Lykke Li e Björn Yttling, para o terceiro álbum de sua carreira, I Never Learn (2014). A cantora passou dois anos e meio compondo as canções para o álbum em Los Angeles, Califórnia, após o término de um longo relacionamento. Esta, foi a segunda música que ela escreveu para o álbum, foi composta na Suécia, antes de sua mudança para Los Angeles.
| “ | Eu escrevi a música na Suécia, quando eu estava arrumando minhas coisas, na época eu tinha acabado de terminar um relacionamento... E foi um tempo horrível. Eu só tinha dor, vergonha, tristeza, culpa e saudade | ” |

## Remixes
A versão remixada de "No Rest For the Wicked", parceria com o rapper americano ASAP Rocky, teve estréia exclusiva na Beats Music, oficialmente no dia 20 de abril de 2014.  O remix foi disponibilizado em todas as lojas e plataformas digitais para download e streaming, no dia 28 de abril de 2014.

## Videoclipe
O clipe foi dirigido por Tarik Saleh, e lançado no dia 10 de abril de 2014.

## Faixas
- Download digital

1. . "No Rest for the Wicked" - 3:43

- EP Digital - Remixes

1. . "No Rest for the Wicked" (feat. ASAP Rocky) - 03:03
2. . "No Rest for the Wicked" (Klangkarussel remix) - 03:37
3. . "No Rest for the Wicked" (Joris Voorn remix) - 06:06
4. . "No Rest for the Wicked" (Ten Ven remix) - 06:19

- Remix (Single)

1. .  "No Rest for the Wicked" (feat. ASAP Rocky) - 03:03

## Créditos
- Lykke Li - Produção, composição, vocal.
- Björn Yttling - Produção, composição, guitarra acústica, Taurus e Zither
- Anders Pettersson - Violão de aço
- Mariam Wallentin - Vocal adicional
- Andreas Forsman - Violino
- Ketil Solberg – Violino
- Erik Arvinder – Violino
- Erik Holm – Violino
- Cecilia Linné – Cello

## Charts
| Chart (2014)                | Melhor posição |
| --------------------------- | -------------- |
| Bélgica (Ultratip Flanders) | 19             |
| França (SNEP)               | 161            |